# Šrilanški protesti (2022)
Marca 2022 so se na Šrilanki začeli množični protesti proti vladi predsednika Gotabaje Radžapakse. Vlada je bila kritizirana zaradi slabega upravljanja gospodarstva, posledične gospodarske krize in hude inflacije, vsakodnevnih izpadov električne energije ter pomanjkanja goriva, plina za gospodinjstva in drugih osnovnih dobrin. Glavna zahteva ljudi je, da vlada, ki jo vodi družina Radžapaksa, odstopi. Kljub udeležbi več opozicijskih strank se večina protestnikov šteje za apolitične, nekateri pa so izrazili nezadovoljstvo tudi s parlamentarno opozicijo. Med protesti so protestniki skandirali gesla, kot sta »Pojdi domov Gota« in »Pojdite domov Radžapaksa«. Proteste je večinoma organizirala splošna javnost, pri čemer so mladi igrali glavno vlogo s protesti na zelenici Galle Face Green.
Protestniki so napadali člane družine Radžapaksa in vladne politike. Vlada se je odzvala z avtoritarnimi ukrepi, kot so razglasitev izrednega stanja, izdanja dovoljenja vojski, da aretira civiliste, uvedba policijske ure, omejitev dostopa do družbenih omrežij ter napadi na protestnike, novinarje in spletne aktiviste. Vlada je z zatiranjem protestov kršila tudi zakon in ustavo. Proti zatiranju osnovnih človekovih pravic je začela demonstrirati tudi šrilanška diaspora. Vladna prepoved družabnih medijev je bila opisana kot neuspešna, ključniki, kot sta #GoHomeRajapaksas in #GoHomeGota, pa so se začeli pojavljati v državah, kot so Združene države Amerike, Singapur in Nemčija. Blokada je bila odpravljena še isti dan. Šrilanška komisija za človekove pravice je ukrep obsodila in poklicala uradnike, odgovorne za blokado in zlorabo protestnikov.
3. aprila je odstopilo vseh 26 članov drugega kabineta Gotabaje Radžapakse, razen predsednika vlade Mahinde Radžapakse; kritiki so trdili, da odstop ni veljaven, saj niso upoštevali ustavnega protokola. Več ministrov, ki so »odstopili«, je bilo naslednji dan ponovno imenovanih na različnih ministrsvih. Vladni uradnik Johnston Fernando je vztrajal, da predsednik Gotabaja Radžapaksa v nobenem primeru ne bo odstopil. Protestniki so dosegli odstavitev uradnikov in ministrov, vključno s člani družine Radžapaksa in njihovimi tesnimi sodelavci, imenovanje bolj usposobljenih in izkušenih uradnikov ter ustanovitev svetovalne skupine za večstransko sodelovanje in vzdržnost dolga.
Julija 2022 so protestniki zasedli predsednikovo rezidenco, zaradi česar je Radžapaksa pobegnil, predsednik vlade Ranil Vikremesinge pa je sporočil, da je pripravljen odstopiti. Približno teden dni kasneje je parlament 20. julija izvolil Vikremesingeja za novega predsednika države. 